# 郭志刚 (军事人物)
郭志刚（1958年4月—），中国人民解放军少将。

## 生平
郭志刚曾任北京卫戍区副政委。2015年3月，任山西省军区政委。